# Théorème des quatre carrés de Lagrange
Pour les articles homonymes, voir Théorèmes de Lagrange.
Le théorème des quatre carrés de Lagrange, également connu sous le nom de conjecture de Bachet, s'énonce de la façon suivante :
Plus formellement, pour tout entier positif n, il existe des entiers a, b, c, d tels que :
Il correspond à une équation diophantienne qui se résout avec les techniques de l'arithmétique modulaire. La démonstration du théorème repose (en partie) sur l'identité des quatre carrés d'Euler :
{\displaystyle {\begin{array}{rcl}(x_{1}^{2}+y_{1}^{2}+z_{1}^{2}+t_{1}^{2})(x_{2}^{2}+y_{2}^{2}+z_{2}^{2}+t_{2}^{2})&=&(x_{1}x_{2}+y_{1}y_{2}+z_{1}z_{2}+t_{1}t_{2})^{2}\\&&\quad +(x_{1}y_{2}-y_{1}x_{2}+t_{1}z_{2}-z_{1}t_{2})^{2}\\&&\quad \quad +(x_{1}z_{2}-z_{1}x_{2}+y_{1}t_{2}-t_{1}y_{2})^{2}\\&&\quad \quad \quad +(x_{1}t_{2}-t_{1}x_{2}+z_{1}y_{2}-y_{1}z_{2})^{2}.\end{array}}}

## Histoire
Ce théorème a été conjecturé par Claude-Gaspard Bachet de Méziriac en 1621, dans les notes accompagnant sa traduction en latin du Diophante.
Fermat affirma avoir une preuve de cette conjecture et même d'une généralisation : le théorème des nombres polygonaux, finalement démontré par Cauchy en 1813. Il proclama son intention d'écrire un livre qui révolutionnerait cette partie de l'arithmétique, mais aucun livre ne parut.
Euler travailla sur ce sujet à partir de 1730 et publia en 1751 une démonstration qu'il reconnaissait incomplète, mais qui montrait déjà que tout entier positif est somme de quatre carrés de rationnels.
Le théorème fut démontré en 1770 par Joseph Louis Lagrange et redémontré en 1772 par Euler.
Adrien-Marie Legendre l'améliora en 1797-1798, en affirmant qu'un entier positif est somme de trois carrés si et seulement s'il n'est pas de la forme 4k(8m + 7). Sa démonstration était défectueuse mais en 1801, Carl Friedrich Gauss donna la première preuve correcte et complète de ce théorème des trois carrés. Ceci résout complètement le problème de Waring pour k = 2.

## La démonstration classique
Différentes versions,,, (très similaires) de la démonstration classique de Lagrange se trouvent facilement dans la littérature moderne. La démonstration présentée ici en est une version légèrement simplifiée (on évite de considérer séparément les cas où m est pair et impair).
D'après l'identité des quatre carrés d'Euler (et le fait que le théorème est vrai pour les nombres 0, 1 et 2), il suffit de démontrer le lemme principal ci-dessous. On utilise pour cela un premier lemme (qui est un cas particulier élémentaire d'un théorème de Chevalley) :
Lemme préliminaire — Pour tout nombre premier impair p, il existe des entiers naturels a et b tels que p divise 1 + a2 + b2.
Démonstration — 

Pour a et b parcourant les nombres entiers de 0 à (p – 1)/2 (inclus), les a2 sont incongrus deux à deux modulo p, et de même les  –b2 – 1. Par le principe des tiroirs, il existe donc  a et b dans ce domaine pour lesquels a2 et –b2 – 1 sont congrus modulo p, c'est-à-dire pour lesquels  
avec 0 < n < p.
Lemme principal — Tout nombre premier impair p est somme de quatre carrés.
Démonstration — 

Soit m le plus petit entier strictement positif tel que mp est une somme de quatre carrés, x12 + x22 + x32 + x42. D'après la preuve du lemme précédent, m est strictement inférieur à p. Montrons qu'il est égal à 1, par l'absurde : supposons au contraire qu'il est plus grand que 1.
Considérons pour chaque xi l'entier yi qui lui est congru modulo m, et qui est compris entre (–m + 1)/2 et m/2 (inclus). Il suit que y12 + y22 + y32 + y42 = mr, pour un entier r compris entre 0 et m (strictement, sinon la somme des xi2, c'est-à-dire mp, serait divisible par m2).
Finalement, une autre utilisation de l'identité des quatre carrés d'Euler  montre que  mp mr = z12 + z22 + z32 + z42, où chacun des zi est divisible par m. Il suit que (pour wi = zi/m), w12 + w22 + w32 + w42 = rp. Cela contredit la minimalité de m, qui doit donc être 1.

## Démonstration basée sur les quaternions de Hurwitz
Une autre preuve du lemme principal ci-dessus (à partir du lemme préliminaire) utilise l'anneau unitaire (intègre mais non commutatif) des quaternions de Hurwitz, également appelés entiers de Hurwitz, qui sont les quaternions de la forme
Autre preuve du lemme principal — 

Il existe, d'après le lemme préliminaire, un entier de Hurwitz α de la forme 1 + ai + bj tel que p divise ║α║2 = αα. L'idéal à gauche engendré par p et α étant principal, soit β un générateur, que l'on peut choisir à composantes entières. C'est un diviseur propre de p dans l'anneau des entiers de Hurwitz, car p ne divise ni α, ni α. L'entier naturel ║β║2 est par conséquent diviseur propre de p2 dans ℤ donc égal à p, c'est-à-dire que p est la somme des carrés des quatre composantes de β.

## Fonctions arithmétiques
Les fonctions arithmétiques permettent d'obtenir des résultats plus généraux. Si on pose {\displaystyle r_{4}(n)} comme étant le nombre de façons de décomposer {\displaystyle n} sous forme d'une somme de 4 carrés, on obtient le résultat suivant :
{\displaystyle \sum _{n=0}^{\infty }{r_{4}(n)x^{n}}=\left(\sum _{n=0}^{\infty }{x^{n^{2}}}\right)^{4},\quad {\rm {pour}}\quad |x|<1}.
Moyennant l'utilisation des séries de Lambert, on en déduit le théorème suivant, dit théorème de Jacobi :
{\displaystyle \forall n\in \mathbb {N} ^{*}\quad r_{4}(n)=8\sum _{d|n,d\not \equiv 0[4]}d.}
Par exemple, 1 n'est divisible que par lui-même, qui n'est pas congru à 0 modulo 4. Donc r4(1) = 8. Trois des 8 formes sont :
{\displaystyle 1=1^{2}+0^{2}+0^{2}+0^{2}},
{\displaystyle 1=0^{2}+1^{2}+0^{2}+0^{2}},
{\displaystyle 1=(-1)^{2}+0^{2}+0^{2}+0^{2}}.

## Sommes de carrés non nuls
Si on exige de plus qu'aucun des carrés de la somme ne soit nul (autrement dit que la décomposition soit en quatre carrés exactement, et non en quatre carrés ou moins), on a le résultat suivant : les seuls entiers non décomposables ainsi sont 0, 1, 3, 5, 9, 11, 17, 29, 41, et les nombres de la forme {\displaystyle 2\times 4^{m}}, {\displaystyle 6\times 4^{m}} et {\displaystyle 14\times 4^{m}} pour {\displaystyle m} entier positif ou nul.